# 越中国酒井氏
越中国酒井氏（えっちゅうのくにさかいし）は、越中国（現在の富山県）東部に多数みられる旧小豪族のうちのひとつ。同県にみられる土肥実平の子孫が称する酒井氏とは別氏族とされる。江戸幕府重臣の酒井氏とも血縁関係がない。
平安時代に、男子のなかった藤原氏の分家筋に、皇室から娘婿を娶ったのが、その起源とされる。したがってその伝承によれば、血筋は皇統で、家名は藤原氏庶流ということになるが、傍証はない。
平安時代には、通い婚が通例であり、母方の姓を名乗る者が多かった。皇族やその末裔にもその例はしばしばみられる。また、藤原氏の分家筋には酒井の苗字を名乗るようになった者が複数みられる。北陸地方の藤原氏末裔には仮冒は少ないとされ、越中国酒井氏はそうした多くの例の１つであると考えうる。
平安時代に２～３代の間は京都で官職を得ていたものの、朝廷より越中国新川郡（現・富山県上市町）およびその近辺の開拓を命じられ、酒井儀左衛門が越中国に赴任。現・富山県上市町野島近辺を根拠とし、同国の酒井氏の祖とされる。以降次第に、公卿から在地豪族化した。
なお、上市町町史によれば、その支流が、遅くとも鎌倉時代には、「若杉の酒井家」として分家し、武家の抗争の後始末にかかわっている。
室町時代、浄土真宗本願寺派8世宗主・真宗大谷派8世門首蓮如の北陸布教とともに、酒井氏の多くは、本願寺勢力の門徒となった。戦国時代には、周辺諸豪族とともに、本願寺勢力を旗頭として、織田信長や上杉謙信といった戦国大名の武力による侵入を長期にわたって退けた。椎名氏、土肥氏などの越中国の武家は、単独では織田氏などに対抗する力をもっておらず、本願寺本山の降伏とともに越中国諸豪族が戦線から撤退すると、大名としての存続が不可能となった。酒井氏も本願寺本山の降伏とともに、周辺諸豪族と同じく最終的には加賀前田氏の支配下におかれた。なお、江戸時代初期に本願寺が浄土真宗本願寺派（西本願寺）と真宗大谷派（東本願寺）に分裂して以降、酒井氏の多くは、浄土真宗本願寺派（西本願寺）の門徒となった。
江戸時代には、その多くが帰農し、土地をもつものは庄屋などとして存続した。酒井儀左衛門の直系男系子孫は、加賀前田藩の施政に対し示威的な切腹により抗議した。当主とその嫡子が切腹したため、酒井氏はそのときを以って断絶したとされる。しかし、家来の手引きで逃げ延びた弟の末裔は、現在までその血筋をつないでいる。
なお、酒井氏の庶流は、現在の富山県上市町のほか、周辺の立山町、富山市水橋などにわたり、明治時代以降現在まで、地方行政や福祉等にかかわっている。